# 圣帕尔杜-伊萨克
圣帕尔杜-伊萨克（法語：Saint-Pardoux-Isaac，法語發音：[sɛ̃ paʁdu izaak]）是法国洛特-加龙省的一个市镇，属于马尔芒德区。该市镇由圣帕尔杜（Saint-Pardoux）和伊萨克（Isaac）等村庄组成。

## 地理
圣帕尔杜-伊萨克（44°36'41"N, 0°22'23"E）面积7.26 平方千米，位于法国新阿基坦大区洛特-加龍省，该省份为法国西南部内陆省份，北起多爾多涅省，西接吉倫特省和朗德省，南至热尔省，东临塔恩-加龙省和洛特省。
与圣帕尔杜-伊萨克接壤的市镇（或旧市镇、城区）包括：阿尼亚克、布尔古尼亚格、拉韦涅、吉耶讷地区米拉蒙、鲁马涅。
圣帕尔杜-伊萨克的时区为UTC+01:00、UTC+02:00（夏令时）。

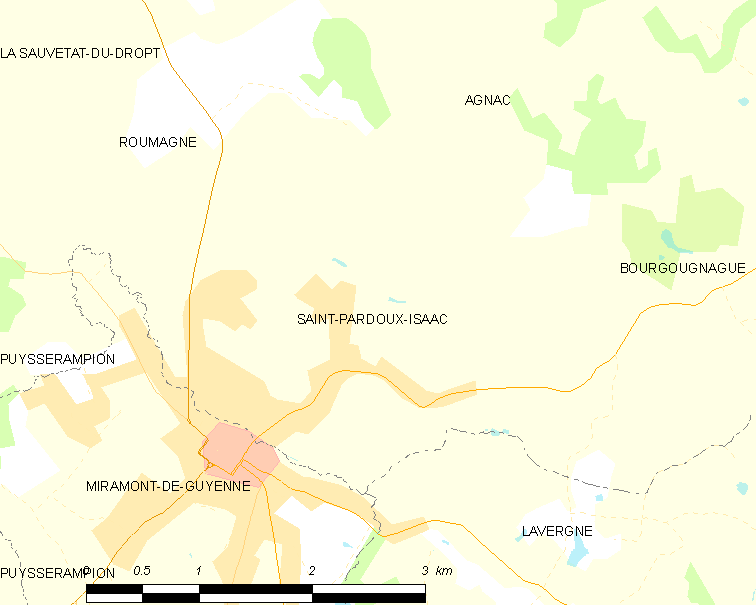
圣帕尔杜-伊萨克的OSM定位图

## 行政
圣帕尔杜-伊萨克的邮政编码为47800，INSEE市镇编码为47264。

## 政治
圣帕尔杜-伊萨克所属的省级选区为德罗河谷县。

## 人口

1962-2008年间圣帕尔杜-伊萨克人口变化图示

圣帕尔杜-伊萨克于2022年1月1日时的人口数量为1101人。